# Olga Amberger
Olga Elisabetha Wilhelmina Amberger (* 8. August 1882 in Zürich; † 21. August 1970 ebenda; heimatberechtigt in Basel) war eine Schweizer Schriftstellerin und Malerin.

## Leben
Olga Amberger wurde als Tochter des Bankdirektors Hermann Amberger und der Anna Gerspacher geboren. Sie besuchte die Höhere Töchterschule in Zürich und absolvierte eine Musikausbildung. Darüber hinaus studierte sie an den Kunstgewerbeschulen in Zürich und Genf. Ergänzend dazu absolvierte sie Weiterbildungen in verschiedenen Ateliers und auf Reisen ins Ausland.
Anfänglich verfasste Amberger vor allem kulturgeschichtliche Beiträge für Zeitschriften. 1916 begann sie auch literarische Texte zu veröffentlichen. Thema ihrer Novellen sind oft Liebesgeschichten oder Lebensläufe ungewöhnlicher Leute. Ihre nie in Buchform veröffentlichten Romane Das Mädchen Franziska, Brandstifter und Alles ist Geheimnis erschienen in Fortsetzungen 1926, 1937 und 1944 in der Neuen Zürcher Zeitung. Als Malerin, Zeichnerin und Illustratorin schuf sie Landschaften, Stadtbilder und Bildnisse.
1933 wurde sie für ihre Leistungen als Schriftstellerin und Zürcher Lokalhistorikerin mit der Literaturspende des Kantons Zürich ausgezeichnet. Als Vorstandsmitglied des Vereins für Verbreitung Guter Schriften sowie der Zürcher Museumsgesellschaft engagierte sie sich auch in der Literaturvermittlung.